# Selaginella mairei
Selaginella mairei là một loài dương xỉ trong họ Selaginellaceae. Loài này được H. Lév. mô tả khoa học đầu tiên năm 1916.